# سد باتانج آي
سد باتانج آي هو سد صخري ذو واجهة خرسانية يقع في منتزه باتانج آي الوطني في سراوق، ماليزيا. يشمل محطة للطاقة تتكون من أربع توربينات بقدرة 25 ميغاواط، مما يجعل إجمالي القدرة المركبة 100 ميغاواط. يتم تشغيل المحطة من قبل شركة سراواك لإمدادات الكهرباء.
بدأت الاستعدادات لبناء السد في عام 1975، قبل نشر التصميم عام 1977. بدأ البناء في عام 1982 بأعمال تحويل مجرى النهر وتم الانتهاء من آخر توربين في عام 1985. تسبب مشروع سد باتانج آي، وهو سد متواضع نسبيًا ممول من بنك التنمية الآسيوي، في نزوح حوالي 3000 شخص من 26 منزلًا طويلًا. قد تم إيواء هؤلاء الأشخاص منذ ذلك الحين في مخطط إعادة التوطين في باتانج آي لزراعة الكاكاو والمطاط، لكن البرنامج لم يكن ناجحًا.